# Ismene
Ismene er en figur fra den græske mytologi. Hun er datter af den sagnomspundne Kong Ødipus og hans kone Iokaste, og søster til Polyneikes, Eteokles og Antigone.
| Mytologi | Spire Denne artikel om mytologi er en spire som bør udbygges. Du er velkommen til at hjælpe Wikipedia ved at udvide den. |